# Florence Weber
Pour les articles homonymes, voir Weber.
Florence Weber, née le 31 janvier 1958 est une sociologue et anthropologue française qui a notamment travaillé sur les mondes rural et ouvrier.
Professeur des universités à l'École normale supérieure, dont elle a dirigé le département de sciences sociales, elle est chercheuse au Centre Maurice-Halbwachs.
Ses travaux portent surtout sur la méthodologie de l’enquête de terrain, sur les activités économiques analysées d'un point de vue sociologique,, et sur la prise en charge des personnes handicapées et dépendantes par la famille, par le marché et par l’État, notamment lorsque ces personnes sont décrites en termes de déficiences cognitives ou de troubles psychiques.
Elle s'est engagée récemment pour une pratique contemporaine de la photographie armée par les sciences sociales. Elle fait partie des pionniers dans ce domaine en France, notamment aux côtés de Jean-Robert Dantou,.

## Études
- Élève de l’École normale supérieure des jeunes filles (1977-1982)
- Agrégée de Sciences sociales (1981)
- DEA d'Anthropologie sociale de l'EHESS (1981)
- Thèse nouveau régime de l'EHESS (1986)
- Habilitation à diriger des recherches à Paris VIII (2000)

## Publications (ouvrages)
- 1989. Le travail à-côté. Étude d’ethnographie ouvrière. Paris : INRA/Éd. EHESS. Réimprimé dans la coll. «Réimpressions», Éd. EHESS, 2001.
- 1997 avec Stéphane Beaud, Guide de l’enquête de terrain. Produire et analyser des données ethnographiques, Paris, La Découverte, coll. «Guides Repères», 4e édition 2010, traduit en portugais (2007, Guia para a pesquisa de campo, Vozes, Petropolis, RJ, Brasil) et en serbe.

- 2003, avec Agnès Gramain et Séverine Gojard. Charges de famille. Dépendance et parenté dans la France contemporaine, Paris, La Découverte, coll. « Textes à l'appui, Enquêtes de terrain »
- 2005, avec Laurent Feller et Agnès Gramain. La fortune de Karol. Marché de la terre et liens personnels dans les Abruzzes au haut Moyen Age, Rome, École Française de Rome, « Collection de l’École française de Rome, 347 »

- 2005. Le Sang, le nom, le quotidien. Une sociologie de la parenté pratique. La Courneuve : Aux lieux d’être, 264 p.
- 2007 avec Caroline Dufy. L'ethnographie économique. Paris : La Découverte, coll. « Repères ». Traduit en espagnol (2009, Más allá de la Gran División. Sociología, economía y etnografía, Antropofagia, Buenos Aires)
- 2007. « Introduction. Vers une ethnographie des prestations sans marché », in Mauss Marcel, Essai sur le don, Paris, PUF, « Quadrige, Grands Textes »
- 2008. Le travail au noir : une fraude parfois vitale ? Paris : Éditions rue d'Ulm.
- 2009. Manuel de l'ethnographe. Paris : PUF, coll. « Quadrige Manuels »
- 2009. Le Travail à-côté. Une ethnographie des perceptions. Paris : Éditions EHESS. Coll. « En temps & lieux ». Nouvelle édition augmentée d’une postface. Traduit en portugais (2009, Trabalho fora do trabalho. Uma ethnografia das percepçoes, Garamond, «Cultura e economia», Rio de Janeiro, Brasil)
- 2011. Handicap et dépendance. Drames humains, enjeux politiques, Éditions Rue d'Ulm, coll. « CEPREMAP », Paris
- 2011. avec Laurence Fontaine. Les Paradoxes de l'économie informelle. A qui profitent les règles? Karthala, Paris
- 2013. Penser la parenté aujourd'hui. La force du quotidien, Éditions Rue d'Ulm, coll. « Sciences sociales », Paris
- 2014. avec Loïc Trabut et Solène Billaud. Le Salaire de la confiance. L'aide à domicile aujourd'hui, Éditions Rue d'Ulm, coll. «Sciences sociales», Paris
- 2014. avec Eric Brian, Stephan Moebius, Frithjof Nungesser. « Relire Marcel Mauss. Relektüren von Marcel Mauss », Trivium. Revue franco-allemande de sciences humaines et sociales, vol. 17 en accès libre[7]
- 2015. Brève histoire de l'anthropologie, Flammarion, coll. « Champs », Paris
- 2015. avec Jean-Robert Dantou. Les Murs ne parlent pas. Trois dispositifs photographiques pour une enquête en psychiatrie, Kehrer Verlag, Heidelberg.